# プラネット B-BOY
『プラネット B-BOY』（英: Planet B-Boy）は、2007年のアメリカ映画。

## 概要
ブレイクダンスの世界大会である「Battle of the Year」の2005年大会の様子をとらえたドキュメンタリーである。

## キャスト
- 一撃
- ギャンブラーズ
- フェイズ-T
- ナックルヘッド・ズー
- ラスト・フォー・ワン

## 受賞・ノミネート
アムステルダム国際ドキュメンタリー映画祭
- 受賞：審査員特別賞